# Ruditapes philippinarum
Ruditapes philippinarum är en musselart som först beskrevs av Adams och Reeve 1850.  Ruditapes philippinarum ingår i släktet Ruditapes, och familjen venusmusslor. Arten har ej påträffats i Sverige.

## Bildgalleri

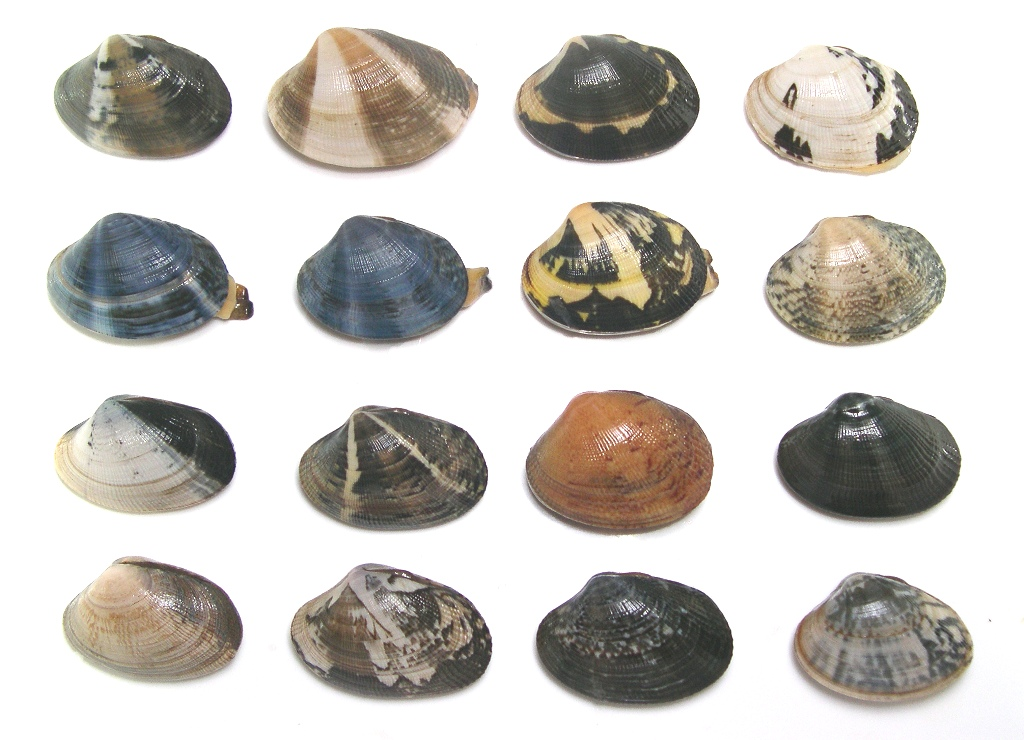